# Dionisio Mancini
Dionisio Mancini (* um 1665; † um 1738 in Mantua) war ein italienischer Maler.

## Leben
Über sein Leben ist wenig bekannt, obwohl es zahlreiche Werke in Mantua und Umgebung gibt. Sein Vater Carlo Mancini war ebenfalls als Maler in Mantua tätig. Dionisio arbeitete von 1690 bis 1740 in Mantua. Er wird zwar in verschiedenen Quellen erwähnt, da er aber als unbedeutend gilt, wird er nicht weiter behandelt.
In seinem letzten Testament aus dem Jahr 1738 verfügte er seine Bestattung in Sant’Agnese und setzte seine Ehefrau Maddalena als Universalerbin ein. Kinder werden nicht erwähnt.
Werke (Auswahl):
- Mantua, San Martino, Heilige Familie
- Mantua, Kathedrale, Incoronata-Kapelle, Pieta mit Engeln
- Mantua, Museo di Palazzo Ducale (aus der Kirche Sant’Agnese), San Niccolò da Tolentino bei der Umarmung des Kruzifixes
- Mantua, San Maurizio, Madonna  mit Kind und hl. Gaetano da Thiene
- Mantua, San Leonardo, Jesuskind zwischen den Heiligen Josef und Anselmo